# آرثر هاريسون
آرثر هاريسون (بالإنجليزية: Arthur Harrison)‏ (1 سبتمبر 1878 في المملكة المتحدة - ) هو لاعب كرة قدم بريطاني (وحمل سابقاً جنسية المملكة المتحدة لبريطانيا العظمى وأيرلندا) في مركز الهجوم. لعب مع برمنغهام سيتي.